# Jaylon Johnson
Jaylon Lawrence Johnson (Fresno, California, 19 de abril de 1999) más conocido como Jaylon Johnson, es un jugador profesional estadounidense de fútbol americano que se desempeña en la posición de cornerback en Chicago Bears, equipo de la National Football League (NFL).

## Carrera
Fue seleccionado en la segunda ronda en la Reunión Anual de Selección de Jugadores de la NFL de 2020. Hizo su debut profesional con el equipo Chicago Bears, donde lleva jugando cuatro temporadas.